# VIII WO Sribna
VIII WO Sribna – okręg wojskowy (WO) Ukraińskiej Powstańczej Armii nr 8, wchodzący w skład Grupy Operacyjnej UPA-Zachód.
Okręg obejmował teren Zakarpacia. W 1945 roku został włączony do okręgu IV WO Howerlia. Dowódcą okręgu był Antin Szkitak ps. „Omelian”.